# Баян-Овоо (Баянхонгор)
Баян-Овоо (рус. Богатое обо) — сомон аймака Баянхонгор в Южной Монголии, площадь которого составляет 3 244 км². Численность населения по данным 2006 года составила 2 912 человек.
Центр сомона — посёлок Хухбурд, расположенный в 26 километрах от административного центра аймака — города Баянхонгор и в 646 километрах от столицы страны — Улан-Батора.

## География
В сомоне расположены горы Ар Гурван Таг (2870 м), Хавтгайн Мод (1611 м), Тувун (2491 м), Баянтээг (1881 м), Уран Хайрхан (1810 м). По территории Баян-Овоо протекают реки Бурдэний, Хух Бурд, Урт, Нарий, Гучин, Туйн, а также расположены озера Хух Бурд и Ууд.
Климат резко континентальный. Средняя температура января -20°-22°С, июня +16°-17°С, ежегодная норма осадков 220 мм.
Район покрыт, в основном, полевой растительностью; здесь выращивают кормовые культуры.
Среди животных, обитающих здесь, встречаются волки, лисы, корсаки, дикие степные кошки (манулы), зайцы и тарбаганы.
В сомоне имеются залежи каменного угля, золота, железной руды и известняка.